# ワラワラ (ワシントン州)
ワラワラ（Walla Walla）は、アメリカ合衆国ワシントン州の都市。ワラワラ郡の郡庁所在地である。人口は3万4060人（2020年）。ワシントン州南部にあり、オレゴン州の州境から10㎞である。シアトルからは車で約5時間かかる。
ワシントン州立刑務所がある。なお、ワラワラ大学は、近くのカレッジプレイスにある。
玉ねぎの産地として有名である。多くのワイナリー (ワインの醸造所) があり、ワイン愛好家が訪れる。

## 地理
ワラワラは北緯46度3分54秒、西経118度19分49秒 (46.065094w, -118.330167e)に位置している。
アメリカ合衆国統計局によると、総面積28.0 km2 (10.8 mi2) である。このうち28.0 km2 (10.8 mi2) が陸地であり、0.1 km2 (0.04 mi2) (0.18%) が水地である。
- 山:
- 河川: ワラワラ川（英語版）: コロンビア川支流)
- その他:

## 歴史
1836年9月1日、マーカス・ホイットマンと妻ナーシサは、ワラワラ渓谷に到着した。彼らは、アメリカ先住民であるワラワラ族をキリスト教徒への改宗を勧めることを使命としていた。しかし、白人開拓者の移住とともに伝染病が蔓延し、免疫を持たない先住民たちに伝染病が流行したため、ホイットマンがインディアンを死なせているのではないかと猜疑を招いた。1847年11月29日、ホイットマン夫妻と白人開拓者12人がカイユース族により殺害された。
1859年から1860年にかけて、アメリカ陸軍大尉ジョン・ムーランにより、ワラワラからフォートベントンまで続く、ムーラン・ロードがつくられた。
1862年1月11日、ワラワラが正式に設立された。
1869年、ワシントン州最古の銀行であるベイカー・ボイヤー銀行が設立された。
1887年、ワシントン州立刑務所が設立された。
ゴールドラッシュ時には、ワシントン州最大のコミュニティーへと成長した。その後、農業が主要産業となった。

## 経済

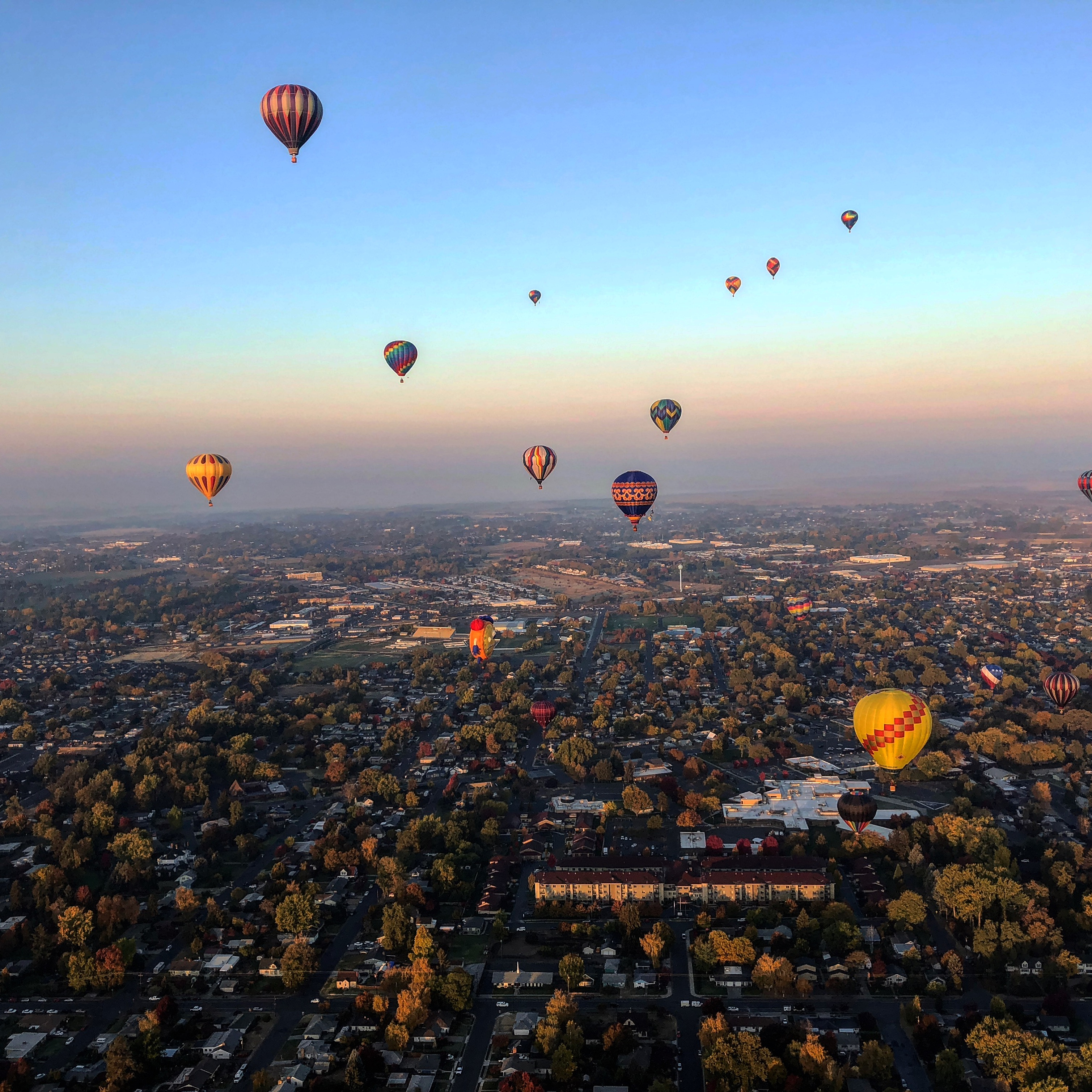
ワラワラ・バルーン集会

主要産業は農業であり、玉ねぎが特産品である。5月から10月にかけて、中心街にある(訪問者が利用可能な)市場で販売されている。
2000年以降はワイン産業が成長し、2006年夏には100を超えるワイナリーがつくられた。いくつかのワイナリーは Wine Spectator、The Wine Advocate、Wine and Spirits などの出版物で最高評価を受け、世界中からワラワラ産のワインへの注目が集まった。ワインブームに乗って、市街地には高級なレストランやホテルが建造された。1900年代初頭からの歴史ある建物のひとつであるマーカス・ホイットマン・ホテルは、市街地で最も高い13階建に改装された。ワインによる経済効果は、年に100万USドル以上と言われている。
ワシントン州立刑務所は、約1900人を収容するワシントン州最大の刑務所である。約1,000人のスタッフが従事し、2005年には約5,500万USドル(推定)の給与が支払われている。
なお、ワシントン州は2018年に死刑を廃止したが、刑務所内には死刑執行に使用された部屋（薬物注射と絞首のための施設）が残されている。
近年、凶悪犯罪者を2,500人、スタッフをその2倍にする拡張計画が進められている。

## 気候
| 最高気温/最低気温           |       |       |       |      |      |      |      |      |      |      |       |       |
| 月                          | 1月   | 2月   | 3月   | 4月  | 5月  | 6月  | 7月  | 8月  | 9月  | 10月 | 11月  | 12月  |
| 観測史上 最高気温(℃)        | 19.4  | 23.9  | 25.0  | 30.6 | 37.2 | 41.7 | 44.4 | 42.8 | 37.2 | 30.6 | 27.2  | 18.3  |
| 平均最高気温(℃)             | 4.8   | 8.3   | 13.3  | 64.1 | 22.2 | 26.8 | 32.2 | 31.7 | 26.3 | 18.8 | 10.1  | 4.9   |
| 平均最低気温(℃)             | -1.8  | 0.3   | 2.7   | 5.2  | 8.7  | 12.4 | 15.9 | 16.2 | 11.6 | 6.4  | 2.2   | -1.5  |
| 観測史上 最低気温(℃)        | -20.0 | -25.0 | -15.6 | -1.7 | 1.1  | 3.9  | 7.8  | 5.6  | 0.0  | -9.4 | -23.9 | -25.6 |
| 降水量 (cm)                 | 5.71  | 5.00  | 5.58  | 4.64 | 4.95 | 2.92 | 1.85 | 2.13 | 2.10 | 4.49 | 7.23  | 6.37  |
| Source: USTravelWeather.com |       |       |       |      |      |      |      |      |      |      |       |       |

## 人口
2010年の国勢調査推計による人口統計データ
| 基礎データ - 人口: 31,731人 - 世帯数: 11,537世帯 - 家族数: 6,834家族 - 人口密度: 956.4人/km2（2,477.0人/mi2） - 住居数: 12,514軒 - 住居密度: 377.2軒/km2（976.9軒/mi2） 人種別人口構成 - 白人: 81.6% - アフリカン・アメリカン: 2.7% - ネイティブ・アメリカン: 1.3% - アジア人: 1.4% - 太平洋諸島系: 0.3% - その他の人種: 9.1% - 混血: 3.6% - ヒスパニック・ラテン系: 22.0% 年齢別人口構成 - 18歳未満: 22% - 18-24歳: 14.5% - 25-44歳: 26.2% - 45-64歳: 23.1% - 65歳以上: 14% - 年齢の中央値: 34.4歳 - 性比（女性100人あたり男性の人口） - 男性: 51.9% - 女性: 48.1% | 世帯と家族（対世帯数） - 18歳未満の子供がいる: 30.4% - 結婚・同居している夫婦: 42.6% - 未婚・離婚・死別女性が世帯主: 12.0% - 未婚・離婚・死別男性が世帯主: 4.7% - 非家族世帯: 40.8% - 単身世帯: 33.4% - 65歳以上の老人1人暮らし: 14.2% - 平均構成人数 - 世帯: 2.43人 - 家族: 3.10人 収入と家計（2010年推計） - 収入の中央値 - 世帯: 31,855米ドル - 家族: 40,856米ドル - 性別 - 男性: 31,753米ドル - 女性: 23,889米ドル - 人口1人あたり収入: 15,792米ドル - 貧困線以下 - 対人口: 18.0% - 対家族数: 13.1% - 18歳以下: 22.8% - 65歳以上:10.5% |

## 教育
- ホイットマン・カレッジ（英語版）
- ワラワラ・コミュニティー・カレッジ（英語版）
- ワラワラ大学（英語版）

## 交通
ワシントン州運輸局 (Washington State Department of Transportation) は、ワラワラとパスコ (ワシントン州)をつなぐ高速道路を4車線に拡張する工事をしている。
- 空港: ワラワラ空港（英語版）
- 高速道路: アメリカ国道12号線（英語版）

## 施設
- ワシントン州立刑務所（英語版） - 2023年時点で約1900人が収容されている[7]。

## 姉妹都市
- 兵庫県丹波篠山市, 日本

## 出身有名人
- ソフトボール選手のエディ・フェイナーはこの地域の出身である。

## その他
- オフスプリング5枚目のアルバムアメリカーナには、Walla Walla という曲がある。これはワラワラについて歌ったものではなく、ワラワラに州立刑務所があることから、ワラワラを刑務所と喩えた歌である。